# Staatspokal von Bahia
Der Staatspokal von Bahia (port: Copa Governador do Estado da Bahia) war der Fußballverbandspokal des Bundesstaates Bahia in Brasilien. Er wurde von 2009 bis 2016 vom Landesverband der Federação Bahiana de Futebol (FBF) ausgerichtet.
Der Meistertitel war mit der Berechtigung zur Teilnahme an der Série D im Folgejahr verbunden. Ab der Austragung 2012 sicherte der Sieg auch einen Startplatz im Copa do Brasil 2013. Im Prinzip war das Turnier ein Nachfolger des Taça Estado da Bahia, eines Pokalturniers in Bahia, welches von 1998 bis 2007 veranstaltet worden war.
Im Prinzip nahmen die sechs bestplatzierten Vereine der ersten Liga der Staatsmeisterschaft von Bahia sowie der Meister und Vizemeister der zweiten Liga der Staatsmeisterschaft an der Veranstaltung teil.
Die Klubs EC Bahia und EC Vitória setzten aufgrund des vollen Terminkalenders ihrer Profimannschaften tendenziell Spieler aus den Basisligen ein.

## Pokalhistorie

### Gewinner nach Jahren
| Saison | Pokalsieger               | Ergebnis | Finalist                  |
| ------ | ------------------------- | -------- | ------------------------- |
| 2016   | ECPP Vitória da Conquista | 2:0 1:0  | Jacobina EC               |
| 2015   | Fluminense de Feira FC    | 1:0      | SD Juazeirense            |
| 2014   | ECPP Vitória da Conquista | 0:1 3:1  | EC Jacuipense             |
| 2013   | AD Bahia de Feira         | 1:2 2:1  | ECPP Vitória da Conquista |
| 2012   | ECPP Vitória da Conquista | 1:2 1:0  | EC Jacuipense             |
| 2011   | ECPP Vitória da Conquista | 7:2 2:1  | Alagoinhas AC             |
| 2010   | ECPP Vitória da Conquista | 1:0 1:1  | Alagoinhas AC             |
| 2009   | Fluminense de Feira FC    | 0:0 2:1  | ECPP Vitória da Conquista |

### Statistik
| Klub                      | Sieger                           | Zweiter        |
| ------------------------- | -------------------------------- | -------------- |
| ECPP Vitória da Conquista | 5 (2010, 2011, 2012, 2014, 2016) | 2 (2009, 2013) |
| Fluminense de Feira FC    | 2 (2009, 2015)                   |                |
| AD Bahia de Feira         | 1 (2013)                         |                |
| Alagoinhas AC             |                                  | 2 (2010, 2011) |
| SD Juazeirense            |                                  | 1 (2012, 2014) |
| EC Jacuipense             |                                  | 1 (2015)       |
| Jacobina EC               |                                  | 1 (2016)       |